# Hinje, Sevnica
Hinje este o localitate din comuna Sevnica, Slovenia, cu o populație de 54 de locuitori.